# Таймлесс. Рубиновая книга
«Таймлесс. Рубиновая книга» — немецкий фантастический фильм 2013 года для подростков, сочетающий жанры городского фэнтези, мелодрамы и хронофантастики. Экранизация одноимённого романа Керстин Гир, первого из книжной серии о Гвендолин Шеферд (трилогия состоит из романов «Рубиновая книга», «Сапфировая книга» и «Изумрудная книга»). 
Главные роли исполнили Мария Эрих и Янис Нивенер. 
Фильм имеет возрастное ограничение 12+.
Премьера фильма состоялась 14 марта 2013 года. 
Продолжение фильма — в 2014 году; последняя часть из серии работ немецкой писательницы вышла на экран летом 2016 года.

## Сюжет
Многие века в британских родах де Виллеров и Монтроузов время от времени рождаются соответственно мужчины и женщины с редчайшим «геном путешественника во времени» — наследственной способностью перемещаться в прошлое. Сам путешественник не может управлять этим процессом, он просто периодически «проваливается» в прошлое. Созданная в XVIII веке графом Сен-Жерменом тайная ложа Хранителей владеет секретом хронографа — устройства, с помощью которого перемещением обладателя гена можно управлять. Если от путешественника не требуется никакой работы в прошлом, то с помощью хронографа его можно просто на несколько часов в день отправить в прошлое, в безопасное место, тогда он не будет перемещаться спонтанно. Но главное то, что если поместить в хронограф образцы крови 12 путешественников во времени из разных эпох («замкнуть круг крови»), он превратится в источник невиданной силы, которая позволит побороть все беды, пороки и несовершенства человечества.
Путешественники прошлого поколения, Пол де Виллер и Люси Монтроуз стали отступниками — выкрали хронограф с кровью десяти путешественников и бежали. В ложе считают, что они хотят самостоятельно замкнуть круг крови, чтобы завладеть всей силой хронографа. Найдя где-то второй хронограф, ложа продолжает своё дело, снова собирая в нём кровь путешественников прошлых времён, одновременно занимаясь поиском Пола, Люси и украденного хронографа.
Даты рождения тех, кто унаследует ген путешественника во времени, рассчитаны ещё Исааком Ньютоном. В новом поколении это Гидеон де Виллер и Шарлотта Монтроуз, им предстоит завершить дело предшественников. Дар путешественника проявляется в шестнадцать лет, обоих ложа с детства готовит, обучая всему, что необходимо знать путешественнику во времени, от истории до этикета, танцев и фехтования. Кузина Шарлотты, Гвендолин Шеферд, родившаяся днём позже, не могла унаследовать ген путешественника, поэтому на неё ложа никогда не обращала внимания, и Гвендолин выросла вполне обычным подростком.
Основные события фильма начинаются в Лондоне в наше время, в день шестнадцатилетия Шарлотты. Выбежав из дома в магазин по просьбе бабушки, Гвендолин внезапно оказывается в прошлом. Она чуть было не попадает в полицию, но, к счастью, быстро возвращается в своё время. 

Провал в прошлое происходит ещё раз, потом ещё, причём в одном из провалов она встречает саму себя и даже получает предупреждение: «Всё не так, как они говорят, ни с чем не соглашайся, верь в свои силы!»… Очевидно, именно она унаследовала ген путешественника. Выясняется, что Гвендолин родилась в тот же день, что и Шарлотта, но мать, не доверявшая ложе и не хотевшая, чтобы та вмешивалась в жизнь дочери, скрыла истинное время рождения в надежде, что наследницей гена окажется Шарлотта. Сначала предводители ложи не хотят верить, но когда Гвендолин совершает очередной временной переход прямо в здании ложи, остаётся лишь принять очевидное. Мать просит, чтобы ложа защитила Гвендолин от неконтролируемых перемещений во времени. Ложа требует, чтобы Гвендолин взяла на себя миссию Шарлотты.
Гвендолин начинает вместе с Гидеоном путешествовать в прошлое, чтобы собирать кровь путешественников для нового хронографа. В первом же путешествии они встречаются с Люси и Полом, которые предупреждают, что ей грозит опасность. Вопреки тому, что говорилось в ложе, совсем не похоже, что отступники пытаются сами «замкнуть круг крови», напротив, они настаивают, что круг ни в коем случае не должен быть замкнут. В отличие от Гидеона, воспитанного в абсолютном доверии к ложе и её предводителям, у Гвендолин сразу возникает масса вопросов. Она встречается с самим графом Сен-Жерменом, но тот не развеивает её сомнения, а лишь требует беспрекословного повиновения. Гвендолин не желает быть слепым орудием ложи и убеждает Гидеона помочь ей. Вместе они находят первую часть пророчества, похоже, предрекающего Гвендолин смерть. Тем не менее, выжив, девушка начинает понимать, в чём состоит «магия Ворона», которой она, по убеждению многих, должна быть наделена. Концовка фильма крайне неопределённа. Оправившаяся Гвендолин танцует с Гидеоном. Люси с Полом где-то в прошлом скрываются от очередных преследователей. История явно не завершена.
Сюжет фильма несколько отличается от сюжета одноименной книги[прояснить].

## В ролях
| Роль              | Актёр (актриса)    | Русский дубляж       |
| ----------------- | ------------------ | -------------------- |
| Гвендолин Шеферд  | Мария Эрих         | Наталья Терешкова    |
| Гидеон де Виллер  | Янис Нивенер       | Сергей Смирнов       |
| Фальк де Виллер   | Уве Кокиш          | Михаил Бескаравайный |
| Грейс Шеферд      | Вероника Феррес    | Елена Харитонова     |
| Бабушка Мэдди     | Катарина Тальбах   | Ирина Гришина        |
| Шарлотта Монтроуз | Лаура Берлин       |                      |
| Пол де Виллер     | Флориан Бартоломай | Михаил Тихонов       |
| Люси Монтроуз     | Йозефина Пройс     | Татьяна Весёлкина    |
| Доктор Уайт       | Готфрид Йон        | Петр Тобилевич       |
| Джеймс            | Костя Ульман       | Даниил Щебланов      |
| Лесли Хэй         | Дженнифер Лотси    | Дарья Фролова        |
| граф Сен-Жермен   | Петер Симонишек    | Валерий Сторожик     |

## Песни из саундтрека
Sofi de la Torre — Faster
Sofi de la Torre — Wings
Sofi de la Torre — Recognize me
Sofi de la Torre — Perfect Fall
Sofi de la Torre — Masterpiece

## Съёмки
Съёмки длились на протяжении 42 дней. С 21 февраля по 26 апреля в Мюльхаузене, Айзенахе, Ваймаре, Кёльне, Аахене, Юлихе, Кобурге, Бэйрейте и Лондоне. Все съёмки проводились на улицах городов и в оригинальных помещениях, от работы в киностудии категорически отказывались. Съёмочная площадка должна была соответствовать одновременно и Лондонской архитектуре и временной эпохе.
Штаб-квартира тоже должна была соответствовать средневековому крепостному сооружению. Съёмки для сцен в «зале дракона» происходили в зале Вартбурга около Айзенаха. Большинство сцен в «подземных потайных ходах ложи» были сделаны в казематах цитадели Юлих. Снятие «ателье мадам Россини» было в Кобурге в замке Калленберг, в тамошней капелле. Кулисой для «обсерватории тайной ложи» служила народная обсерватория города Аахена, а на парадном входе Аахенского собора была снята сцена кражи хронографа. Двор собора превращался во двор штаб-квартиры с помощью исторических фонарей, машин с британскими номерами и каретами в разных эпохах.
Эпизод про Рождество 1942 года, когда Гвендолин и Гидеон проникают в обсерваторию тайной ложи, режиссёр Феликс Фуксштайнер описывает так: « Гвен и Гидеон поднимаются по лестнице в Вартбурге, попадая в обсерваторию в Аахене, затем Гвен падает из окна обсерватории во внутренний двор Кобурга и проходя через дверь попадает в Юлих.»
В одном из мест Кобурга, вблизи тамошнего замка, в архитектурном готическом стиле, был взят мотив для дома Монтроуз, где живёт семья Гвендолин. Там был расположен один из летних лагерей, из которого художники обустроили помещения для 1994 и 2010 годов.
Большинство сцен для школы Гвен «St. Lennox High» происходили в Бэйрейтской гимназии Маркграфини Дельхельмины во время осенних каникул 2012 года.
Для первого прыжка Гвендолин в прошлое превратили Бэйретскую улицу в Лондон викторианского периода. Для этого пришлось убрать дорожные знаки и современные вывески, а вместо этого поставить старинные фонари, переодеть людей в средневековые платья и костюмы и пустить по дорогам кареты.
Площадка для приёма у леди Тилни снималась в эксклюзивной вилле в городе Айзнах.
«Случай с каретой», в свою очередь, был снят в городском лесу Кёльна и что самое интересное, Керстин Гир снялась в одной из сцен, где играла роль обычной прохожей на заднем плане.
На четырёхдневных съёмках в оригинальных местах Лондона участвовали только Мария Эрих, Яннис Нивёнер и Лаура Берлин. Там были сняты такие сцены как разговор по телефону Гвен на Миллениумском мосту, дорога к школе или встреча с Гидеоном на Tower Bridge.

## Критика
Фильм получил неоднозначные, преимущественно негативные отзывы критиков. В российской прессе, по данным агрегатора отзывов «Критиканство», фильм получил только одну положительную рецензию — в журнале «Семь дней», остальные рецензенты дали либо нейтральные, либо отрицательные отзывы.
Негативно фильм оценила газета «Коммерсантъ», отметившая слабую актёрскую игру и скудную визуальную часть. Журнал «Мир фантастики» назвал фильм «мелодрамой в жанре „мечта старшеклассницы“» с невнятным сюжетом и малобюджетными спецэффектами. Оба рецензента отметили, что фильм больше напоминает полнометражный эпизод телесериала, чем «большое кино»: "В смысле зрелищности спецэффектов, "Таймлесс" производит скромное, незапоминающееся впечатление ... и имеет уцененный телевизионный вид".
Многие рецензенты ругали фильм за неоригинальность и использование жанровых штампов. Журнал «Семь дней», несмотря на в целом благожелательный отзыв, отметил, что фильм так явно копирует «Гарри Поттера» и «Сумерки», «что уже через полчаса перестаешь удивляться обилию использованных в нем штампов». Сайт «Афиша Mail.ru» охарактеризовал фильм как «умилительный трэш» и «потрясающе сумбурный набор штампов». Газета «Известия» также отмечает, что «„Таймлесс“ перебирает всевозможные штампы. У главной героини непременно должны быть завистливые тупые одноклассницы, сама она должна быть до поры до времени „гадким утенком“, а роман ей предстоит закрутить с самым красивым мальчиком».
Отрицательные отзывы получил и промежуточный финал картины. Как пишет «Мир Фантастики», «…финала у ленты нет вообще, если не считать таковым первый танец героини с её парнем». «Известия» и «Семь дней» также пишут, что фильм «обрывается на полуслове». Положительно рецензенты отметили только юмор картины. В частности, многие рецензенты упоминали эпизоды, где героиня проносит в прошлое iPhone и надевает современные ботинки под старинное платье.
Более благосклонна к фильму была немецкая критика. Так, в отзыве от Movie Worlds говорится, что фильм подходит для девичьей подростковой аудитории или для поклонников серии книг; для взрослых будут интересны красивые сцены и интересная история. В отзыве на Filmstarts.de дан положительный отзыв о сценах путешествий во времени, однако, по мнению рецензента, любовная линия недостаточно развитая и увлекательная; более привлекательным в этом плане видится грядущий сиквел фильма.

## Награды и номинации
| Награды и номинации | Награды и номинации | Награды и номинации       | Награды и номинации    | Награды и номинации |
| Награда             | Год                 | Категория                 | Номинант               | Результат           |
| ------------------- | ------------------- | ------------------------- | ---------------------- | ------------------- |
| IFMCA               | 2013                | Лучшая работа композитора | Филипп Фабиан Кёльмель | Номинация           |
| Jupiter Award       | 2014                | Лучший немецкий актёр     | Уве Коккиш             | Номинация           |
| New Faces Award     | 2014                | Лучший актёр              | Янис Нивёнер           | Номинация           |

## Сборы
По предварительным данным прокатчиков, в премьерный день кинолента режиссёра Феликса Фуксштайнера заработала в России 2,5 миллионов рублей (81,64 тысяч долларов) и заняла седьмое место в прокатном рейтинге этого уик-энда. Всего в России фильм заработал $782 919. По всему миру картина собрала $1 931 896.

## Продолжение
Выход второго фильма на экраны кинотеатров России был запланирован на 4 сентября 2014, но дату перенесли на 25 сентября. В Германии премьера состоялась 11 августа.